# Championnat de Guadeloupe féminin de football
Le championnat de Guadeloupe est une compétition de football féminin.

## Palmarès
| Saison      | Champion                         |
| ----------- | -------------------------------- |
| 1978-1979   | MJC de Point-à-Pitre             |
| 1979-1980   | MJC de Point-à-Pitre             |
| 1980-1981   | MJC de Point-à-Pitre             |
| 1981-1982   | MJC de Point-à-Pitre             |
| 1982-1983   | MJC de Point-à-Pitre             |
| 1983-1984   | MJC de Point-à-Pitre             |
| 1984 à 1987 | inconnu                          |
| 1987-1988   | MJC de Point-à-Pitre             |
| 1988-1989   | MJC de Point-à-Pitre             |
| 1989 à 2003 | inconnu                          |
| 2003-2004   | Solidarité 2000 de Morne-à-l'Eau |
| 2004-2005   | inconnu                          |
| 2005-2006   | MJC de Point-à-Pitre             |
| 2006-2007   | inconnu                          |
| 2007-2008   | Solidarité 2000 de Morne-à-l'Eau |
| 2008-2009   | Solidarité 2000 de Morne-à-l'Eau |
| 2009-2010   | MJC de Point-à-Pitre             |
| 2010-2011   | Solidarité 2000 de Morne-à-l'Eau |
| 2011-2012   | Solidarité 2000 de Morne-à-l'Eau |
| 2012-2013   | inconnu                          |
| 2013-2014   | AS Anonymes                      |
| 2014-2015   | Cactus (Ste Anne)                |
| 2015-2016   | Good Luck (Gosier)               |
| 2016-2017   | AS Anonymes                      |

## Bilan par clubs
- 9 titres : MJC de Point-à-Pitre
- 5 titres : Solidarité 2000 de Morne-à-l'Eau
- 2 titres : AS Anonymes
- 1 titre : Good Luck (Gosier), Cactus (Ste Anne)